# The Chuck Norris Facts
Els Chuck Norris Facts (en anglès, 'fets de Chuck Norris') són un conjunt de frases humorístiques sobre aquest actor americà, especialista en arts marcials.
Aquestes bromes són majoritàriament aforismes humorístics que li atribueixen qualitats sobrehumanes fins a l'extrem. Intenten crear una caricatura al voltant dels herois ultra-forts i virils que en Norris ha interpretat sovint al cinema o a la tele, en particular en els films d'acció dels anys 1980.